# Burg Takasaki

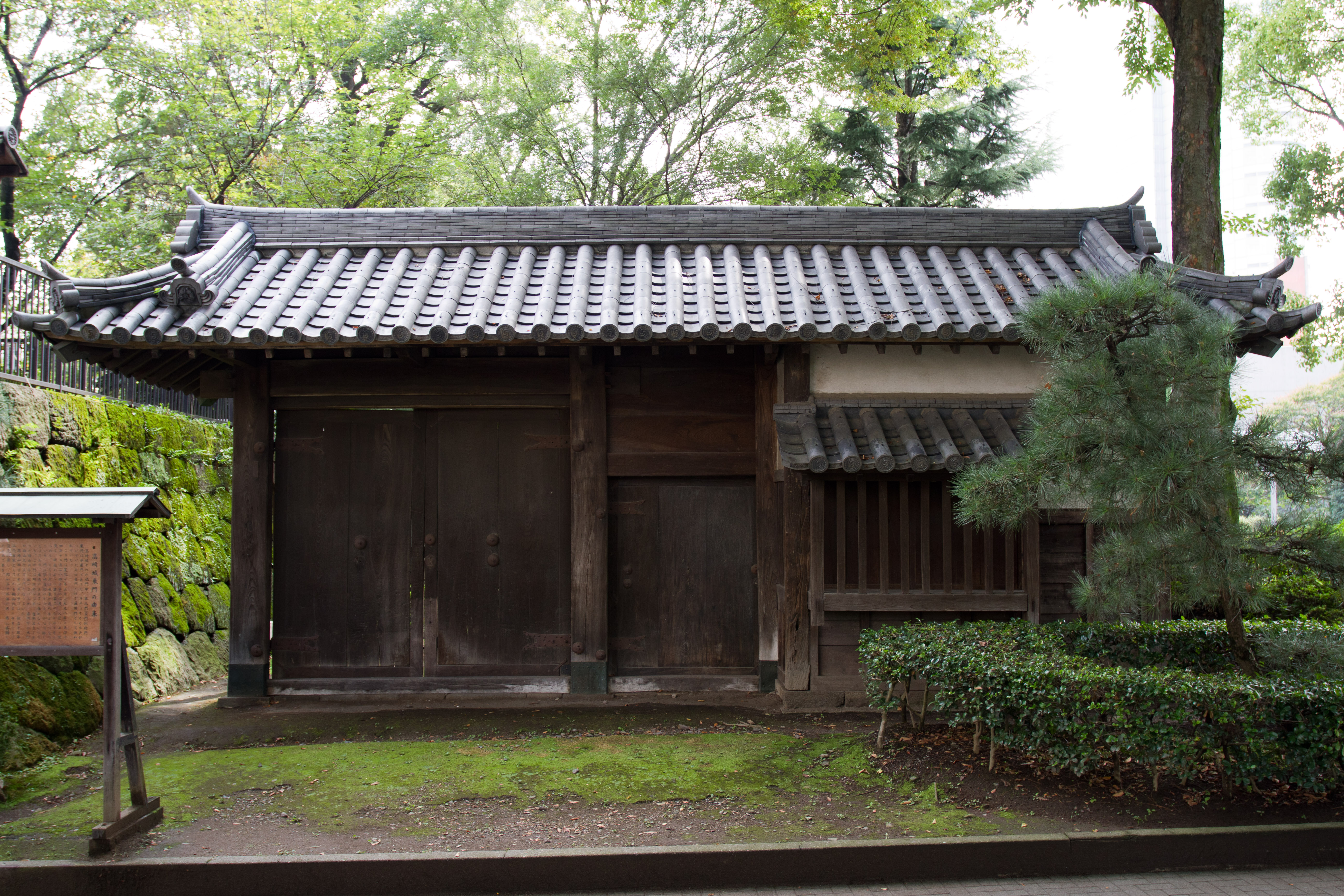
Osttor

Die Burg Takasaki (japanisch 高崎城, Takasaki-jō) befindet sich in der Stadt Takasaki in der Präfektur Gumma. In der Edo-Zeit residierten dort zuletzt die Matsudaira Ōkōchi mit einem Einkommen von 72.000 Koku als größere Fudai-Daimyō.

## Burgherren in der Edo-Zeit
- Ab 1604 ein Zweig der Sakai mit 50.000 Koku,
- ab 1616 die Toda-Matsudaira mit 20.000 Koku,
- ab 1617 die Fujii-Matsudaira mit 50.000 Koku,
- ab 1619 die Andō mit 56.000 Koku,
- ab 1695 ein Zweig der Ōkōchi mit 52.000 Koku,
- ab 1701 die Manabe mit 50.000 Koku,
- ab 1717 wieder die Ōkōchi mit 72.000 Koku.

## Geschichte
Als Tokugawa Ieyasu nach der Eroberung der Burg Odawara das Kantō-Gebiet übernahm, überließ er seinem Hausältesten, Ii Naomasa (1561–1602), die Burg Minowa (箕輪城). Ieyasu gab ihm dann aber mit Hinblick auf die wichtige Fernstraße Nakasendō im Jahr 1598 die Burg Wada (和田城), die dieser ausbaute und dann Burg Takasaki nannte. Naomasa wurde 1601 nach Sawayama (佐和山) in der Provinz Ōmi versetzt; stattdessen übernahm 1604 Sakai Ietsugu (酒井 家次; 1564–1618) die Burg. Es folgen dann weitere Burgherren, bis Ōkōchi Terusada (大河内 輝貞; 1665–1747) die Burg übernahm. Die Ōkōchi blieben dann Burgherren bis zur Meiji-Restauration.

## Die Anlage

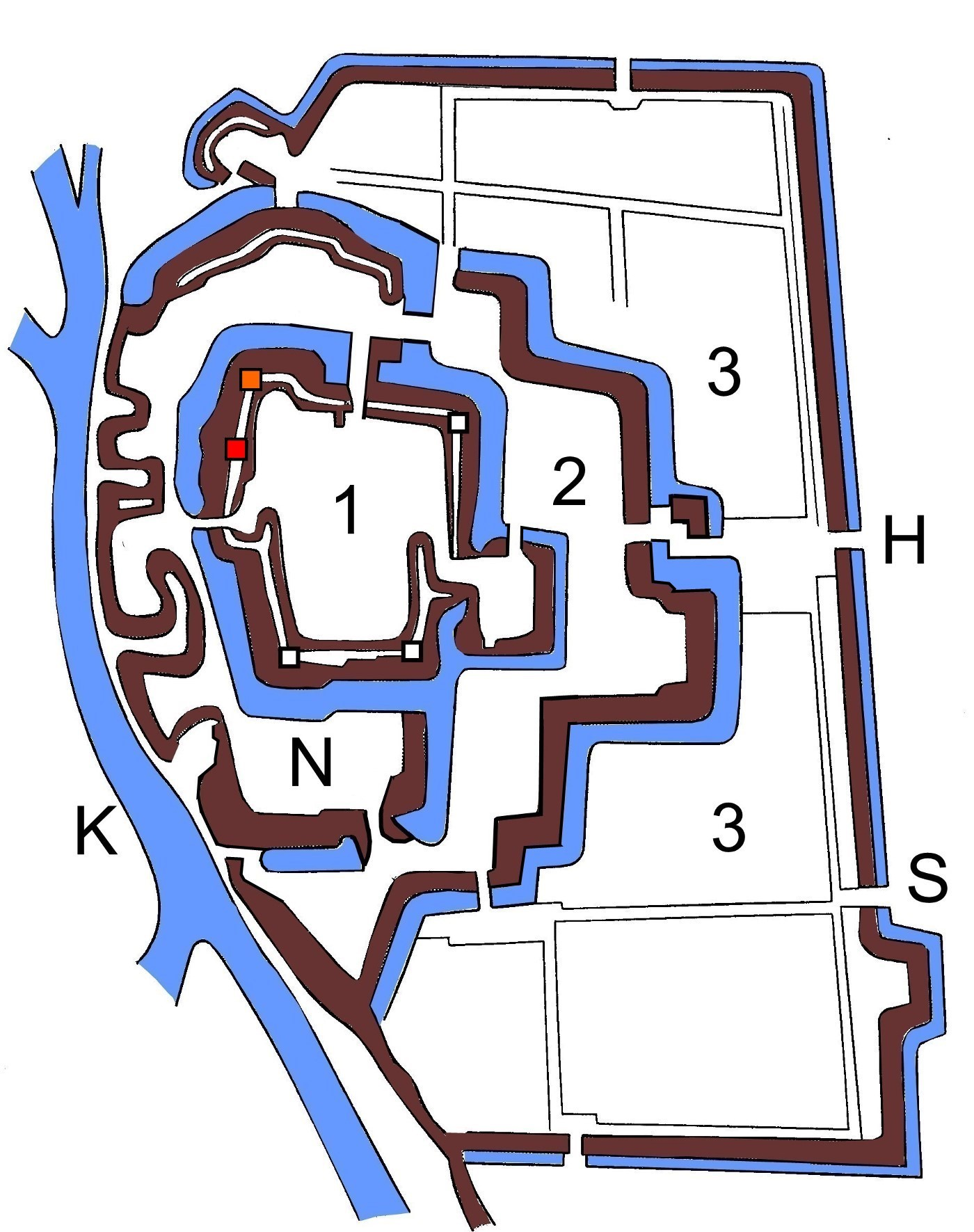
Burg Takasaki, siehe Text

Die Burg befand sich auf einer erhöhten Stufe am Ostufer des Flusses Karasu (烏川, Karasugawa; K) und bildete fast ein Rechteck. Dessen östlicher Teil bildete der dritte Burgbereich, das San-no-maru (三の丸, 3), das, zusammen mit dem Westbereich (西の丸, N), den zweiten Bereich (二の丸, Ni-ni-maru; 2) und den zentralen Bereich, das Hommaru (本丸, 1) umschloss. Einen Burgturm (天守, tenshu) gab es nicht, seine Funktion übernahm ein dreistöckiger Wachturm, im Burgplan rot markiert.
Die Bereiche waren durch Erdwälle (土塁, dorui) – gelegentlich durch Steinwälle verstärkt – und Wassergräben (水堀, mizubori) getrennt. Am Ostrand des dritten Bereiches befand sich das Haupttor (大手門, Ōte-mon; H) und das Osttor (三の丸東門, San-no-maru higashi-mon; S).
Heute befinden sich auf dem innersten und zweiten Bereich des Burggeländes Bauten der Verwaltung, vom dritten Burgbereich sind ungefähr 1 Kilometer des Grabens und der Erdwälle erhalten geblieben. Erhalten geblieben sind, wenn auch nicht an ursprünglicher Stelle, auch der Inui-Wachturm aus dem Hommaru (im Burgplan orange markiert) und das Osttor. Diese beiden Bauten sind aus Privatbesitz zurück erworben worden.